# بانگسکی دول
بانگسکی دول (به صربی: Banjski Dol) یک منطقهٔ مسکونی در صربستان است که در دیمیتروگراد واقع شده‌است. بانگسکی دول ۱۹ نفر جمعیت دارد.